# Santiago Mosquera
Santiago Mosquera, né le 7 février 1995 à Buenaventura en Colombie, est un footballeur colombien. Il joue au poste d'ailier gauche au Deportivo Cali.

## Biographie
Il inscrit huit buts en première division colombienne lors de l'année 2017. Par la suite, il inscrit six buts en Major League Soccer lors de l'année 2018.
Il participe à la Copa Libertadores avec le Millonarios FC, puis à la Ligue des champions de la CONCACAF avec le FC Dallas.